# Pigarg de Pallas
El pigarg de Pallas o àguila marina de Pallas (Haliaeetus leucoryphus) és un ocell rapinyaire de la família dels accipítrids (Accipitridae). Habita rius, llacs i pantans de l'Àsia central i Meridional, al Kazakhstan, sud-oest de Sibèria, Mongòlia i centre i nord de la Xina, el Pakistan, l'Índia, Bangladesh i Myanmar. Les poblacions septentrionals es traslladen cap al sud per a passar l'hivern. El seu estat de conservació es considera en perill d'extinció.